# Кожевников, Михаил (хоккеист)
Михаил Кожевников (29 октября 1981, Ленинград, СССР) — российский и израильский хоккеист, тренер.

## Биография
Практически всю свою карьеру провел в Германии, где выступал за ряд клубов Немецкой хоккейной лиги. В 2013 году переехал в Израиль, где он пополнил состав местной команды «Бат-Ям». После получения гражданства этой страны Кожевников стал привлекаться в ряды сборной Израиля. Участник нескольких Чемпионатов мира в низших дивизионах.
В 2024 году Михаил Кожевников работал ассистентом у своего брата-близнеца Евгения в юниорской сборной Израиля, параллельно являясь капитаном национальной команды.

## Достижения
- Чемпион Израильской хоккейной лиги (2): 2015/16, 2017/18.